# This Ole House

This Ole House (souvent écrit This Old House) est une chanson populaire américaine écrite par Stuart Hamblen et publiée en 1954.